# Gnophos bartolomensis
Gnophos bartolomensis là một loài bướm đêm trong họ Geometridae.